# Animat Planet Show
Animat Planet Show a fost un serial de desene animate care parodia politicienii și vedetele din România. Serialul, al cărui producător este Marius Toader, este creat de Media Factory și a fost difuzat pe Antena 1. Regia îi aparține lui Tudor Avrămuț. Vocile serialului sunt interpretate de actorii grupului Divertis. Scenariile sunt semnate de o întreagă echipă, sub coordonarea lui Toni Grecu, din care fac parte: Doru Antonesi, Tudor Avrămuț, Florin Lăzărescu, Dragoș Mușat, Lucian Dan Teodorovici, Marius Toader, Alex Vărzaru.
Difuzarea serialului a început în anul 2005. În octombrie-noiembrie 2008 serialul a fost suspendat pe o perioadă de 6 săptămâni pe perioada campaniei electorale pentru a evita orice fel de controverse. Animal Planet show a revenit pentru o scurtă perioadă, dar a fost scos din grila Antena 1 definitiv la începutul anului 2009, din cauza tăierilor de buget cauzate de criza economică.

## Personajele:
- Traian Băsescu este președintele României, marinar, face glume și o place pe Elena.
- Emil Boc este ajutorul lui Băsescu. De câte ori face o boacănă Traian îi dă câte o palmă. Emil mai este și prim-ministru al României.
- Mircea Geoană este președintele PSD și un prostănac care se poartă ca un copil.
- Călin Popescu-Tăriceanu este dușmanul lui Traian și poartă papion.
- Corneliu Vadim Tudor este nebun contra mafiei și a ungurilor. El are în același timp o bâtă cu care se lovește în cap.
- Ion Iliescu este în PSD, spune „tovarășe” sau „Măi dragă” și a fost președinte de 4 ori.
- Dan Diaconescu este șeful OTV și de fiecare dată zice „senzațional”.
- Silviu Prigoană este soțul Adrianei Bahmuțeanu și are un copil pe nume Maximul. El de obicei divorțează de Adriana, apoi se căsătoresc din nou.
- George Becali este un prieten apropiat a lui Băsescu. În același timp are și un partid. El e când dușman, când prieten cu Corneliu Vadim Tudor.
- Manole Meșterul este un bărbat obsedat de bere care transpiră tot timpul. El este ginerele Matildei.
- Elena Udrea este iubita lui Traian și primărița, Municipiului București.
- Matilda este soacra lui Manole ea regretă două lucruri: Că fiica sa s-a măritat cu Manole și că apa nu-i făcută din bere.
- Ana este soția lui Manole.
- Viki este fiica Anei și al lui Manole. Ea visează să ia televiziuni.

- Oana Zăvoranu este un personaj secundar.

## Distribuție
- Toni Grecu - Victor Ponta.
- Doru Antonesi - Dan Voiculescu, Viorel Hrebenciuc, Miron Mitrea (unele episoade), Vasile Blaga (unele episoade), Nicolae Văcăroiu (parodia Războiul Stelelor), Emil Constantinescu (parodia Matrix) .
- Florin-Viorel Constantin - Manole Meșter, , Corneliu Vadim Tudor, Vladimir Putin (Bush Almighty), Emil Constantinescu (parodia Mari Români).
- Ioan Gyuri Pascu - Matilda, Traian Băsescu (cântând), Adrian Năstase, Emil Boc, Markó Béla, Nicolae Ceaușescu, Adrian Minune, Pepe.
- Doru Pârcălabu - Traian Băsescu, Vladimir Putin, Corneliu Vadim Tudor (Băsenel și Bocănel), Victor Ponta (Parodia Regele Lear), Marian Vanghelie, Adrian Năstase (unele episoade), Vasile Blaga, Verestóy Attila, László Tőkés, Nicolae Ceaușescu (în rolul lui Darth Vader).
- Cătălin Mireuță - Călin Popescu Tăriceanu, Adriean Videanu, Miron Mitrea, Mircea Geoană
- Cristian Grețcu - Ion Iliescu, Nicolae Văcăroiu.
- Silviu Petcu - Ana Meșter.
- JoJo - Elena Udrea.
- Daniel Buzdugan - Gina Găina.